# Autorità per la sicurezza nucleare e la radioprotezione (Finlandia)
L'Autorità per la sicurezza nucleare e la radioprotezione (in finlandese Säteilyturvakeskus, in svedese Strålsäkerhetscentralen), spesso abbreviato in STUK, è un'agenzia governativa incaricata della sicurezza nucleare e del monitoraggio delle radiazioni in Finlandia. L'agenzia è una divisione del Ministero degli Affari Sociali e della Salute; quando è stata fondata nel 1958, la STUK è stata incaricata per la prima volta di ispezionare le apparecchiature radioattive utilizzate negli ospedali.
L'agenzia è anche un'organizzazione di ricerca scientifica e istruzione, che ricerca la natura, gli effetti e gli effetti dannosi delle radiazioni. L'agenzia impiega attualmente circa 320 persone ed è guidata da Petteri Tiippana.
L'agenzia lavora in collaborazione con l'UE e altri paesi vicini, come parte del Gruppo europeo dei regolatori della sicurezza nucleare (ENSREG), e con l'organizzazione delle Nazioni Unite Agenzia internazionale per l'energia atomica (AIEA) insieme alla Commissione internazionale per la protezione radiologica (ICRP).

## Direttori generali
Il direttore generale dell'Autorità per la sicurezza nucleare è stato Jukka Laaksonen dal 1997 al 2012, successivamente Tero Varjoranta nel 2013, ed attualmente è Petteri Tiippana.
Tero Varjoranta è stato nominato vicedirettore generale dell'ispettorato nucleare delle Nazioni Unite dell'AIEA nel 2013.
Il direttore generale dell'Autorità per la sicurezza nucleare, Jukka Laaksonen, è diventato vicepresidente d'oltremare di Rosatom subito dopo il ritiro. Questo è stato criticato ma secondo i media non c'era una legislazione per impedirlo. Nel febbraio 2013 ha rilasciato dichiarazioni per la potenziale centrale nucleare di Fennovoima a Pyhäjoki. Il progetto della centrale nucleare di Fennovoima è contestato. Heidi Hautala ha chiesto nel febbraio 2013 una nuova domanda per il Parlamento poiché E.ON ha annullato la sua partecipazione con il 34% di proprietà.